# KBS 공감토론
KBS 공감토론은 KBS 1라디오에서 월~토요일 저녁 7시 20분부터 밤 8시 56분까지 방송했던 라디오 토론 프로그램이다.
기존 "KBS 열린토론"의 대리 프로그램으로 2015년 1월 1일에 첫방송을 시작해, 역대로 진행자가 변경되어 방송됐으나, "KBS 열린토론"이 다시 부활하면서 2018년 5월 26일 방송을 3년 만에 마지막으로 폐지되었다.

## 역대 진행자
- 2015년 1월 1일 ~ 2016년 8월 31일 : 노동일
- 2016년 9월 1일 ~ 2018년 4월 21일 : 백운기